# Ohaba
Ohaba là một xã thuộc hạt Alba, România. Dân số thời điểm năm 2002 là 938 người.